# アブソルートリー・ライヴ (ドアーズのアルバム)
『アブソルートリー・ライヴ』(Absolutely Live)は、1970年にリリースされたドアーズのライブアルバム。ジム・モリソン存命中に発売された唯一のライブアルバムであった。
ドアーズは、ライブアルバム製作の為、1969年から1970年にかけて各地で開催されたツアーを録音しており、そのなかから1969年7月のロサンゼルス・アクエリアスシアター、1970年1月のニューヨーク・フェルトフォーラム、および5月のデトロイト・コボアリーナでの録音を中心に収録されている。各曲ともに、編集によって曲の一部がカットされ、『ビルド・ミー・ア・ウーマン』では、
途中で歌われた「汚れた7言葉」(The Seven Dirty Words)の部分がそっくりカットされている。
アルバムには、『ハートに火をつけて』などのヒット曲は含まれていないが、一方で、既にライブでは演奏されていた『セレブレーション・オブ・ザ・リザード 』が、公式アルバムに初収録され、圧倒的な存在感を放っている。
現在は、『イン・コンサート』として一枚目に『アブソルートリー・ライヴ』、二枚目に『アライヴ・シー・クライド』『ライヴ・アット・ザ・ハリウッド・ボウル』を編集した物を収めた二枚組CDが発売されている。

## 曲目

### Side one
1. ハウス・アナウンサー - House Announcer 2:40
2. フー・ドゥ・ユー・ラヴ - Who Do You Love? (McDaniel) 6:02
3. アラバマ・ソング - Alabama Song (Whiskey Bar) (Brecht, Weill) 1:51
4. バック・ドア・マン - Back Door Man (Dixon) 2:22
5. ラブ・ハイズ - Love Hides (The Doors) 1:48
6. ファイブ・トゥ・ワン - Five to One (The Doors) 4:34

### Side two
1. ビルド・ミー・ア・ウーマン - Build Me a Woman (The Doors) 3:33
2. 音楽が終わったら - When the Music's Over (The Doors) 16:16

### Side three
1. クロース・トゥ・ユー - Close to You (Dixon) 4:04
2. ユニバーサル・マインド - Universal Mind (The Doors) 4:54
3. ペティション・ザ・ロード・ウィズ・プレイヤー - Petition the Lord with Prayer (The Doors) 0:52
4. デッド・キャッツ、デッド・ラッツ - Dead Cats, Dead Rats (The Doors) 1:57
5. ブレイク・オン・スルー＃2 - Break on Through (To the Other Side) No. 2/Celebration of the Lizard (The Doors) 4:36

### Side four
1. セレブレーション・オブ・ザ・リザード - Celebration of the Lizard 14:25
  - ライオンズ・イン・ザ・ストリート - Lions in the Street (The Doors) 1:14
  - ウェイク・アップ - Wake Up (The Doors) 1:21
  - リトル・ゲーム - A Little Game (The Doors) 1:12
  - ヒル・ドウェラーズ - The Hill Dwellers (The Doors) 2:35
  - 大地に触れずに - Not to Touch the Earth (The Doors) 4:14
  - ネーム・オブ・ザ・キングダム - Names of the Kingdom (The Doors) 1:29
  - パレス・オブ・エクザイル - The Palace of Exile (The Doors) 2:20
2. ソウル・キッチン - Soul Kitchen (The Doors) 7:15